# Histon H3
Histon H3 ist eines der fünf Haupt-Histon-Proteine des Chromatins in  eukaryotischen Zellen. Bestehend aus einer globulären Hauptdomäne und einem langen N-terminalen Ende, spielt es eine Rolle in der Struktur der Nukleosomen und somit der „Perlenschnur“-Struktur der Chromatinfäden.
Das N-terminale Ende des Histons H3 ragt aus dem kugeligen Kern des Nukleosomes heraus und kann durch verschiedene epigenetische Modifikationen verändert werden. Diese Histonmodifikationen sind kovalente Anhänge von Methyl- oder Acetylgruppen an die Aminosäuren Lysin und Arginin und die Phosphorylierung von Serin oder Threonin.  Die Methylierung von Lysin 9 wird mit der Stilllegung von Genen assoziiert (siehe HP1), dem sog. „Gen-Silencing“ und der Bildung von relativ inaktiven DNA-Regionen, dem sogenannten Heterochromatin. Die Acetylierung von Histon H3 findet unter dem Einfluss der Enzymfamilie der Histon-Acetyltransferasen (HAT) an verschiedenen Lysin-Positionen am Histonende statt. Die Acetylierung von Lysin 14 findet häufig in aktiv transkribierten Genregionen statt.
Mutationen in der Histon H3-Proteinfamilie finden sich typischerweise in den seltenen Riesenzelltumoren des Bindegewebes und des Knochens.

## Andere Histon-Proteine
- H1
- H2A
- H2B
- H4